# كينغستون بارادايس (فلم)
كينغستون بارادايس (بالإنجليزية: Kingston Paradise)، هُو فيلم روائي طويل جامايكي صدر سنة 2013 وأخرجته ماري ويلز.

## وصلات خارجية
- مقالات تستعمل روابط فنية بلا صلة مع ويكي بيانات